# Волче (Македонски Брод)
Волче (мкд. Волче) је насеље у Северној Македонији, у средишњем делу државе. Волче припада општини Македонски Брод.

## Географија
Насеље Волче је смештено у средишњем делу Северне Македоније. Од седишта општине, градића Македонски Брод, насеље је удаљено 55 km северно.
Рељеф: Волче се налази у области Порече, која обухвата средишњи део слика реке Треске. Дато подручје је изразито планинско. Насеље је положено високо, на источним висијама Суве Горе. Надморска висина насеља је приближно 1.090 метара.
Клима у насељу је планинска због знатне надморске висине. 

## Историја
Почетком 20. века, као и Порече, становништво Волча је било наклоњено српској народној замисли, па се месно становништво у изјашњавало Србима.

## Становништво
По попису становништва из 2002. године, Волче је имало 7 становника.
Претежно становништво у насељу су етнички Македонци (100% према последњем попису).
Већинска вероисповест у насељу је православље.